# Vulgrin (archevêque de Bourges)
Vulgrin (Vulgrain) est un prélat français du XIIe siècle, archevêque de Bourges en 1120.

## Biographie
Avec Hildebert de Tours, il avait assisté au concile d’Étampes (1130) où le roi Louis VI avait officiellement reconnu Innocent II comme vrai pape ; mais son diocèse dépendant de la légation de Girard II d'Angoulême, il dut silencieusement rallier la cause de l'antipape Anaclet II.
Il fonda l'Abbaye Notre-Dame de Loroy. Il fut enterré dans le chapitre de l'abbaye Saint-Vincent du Mans.